# Antonie Brandeis

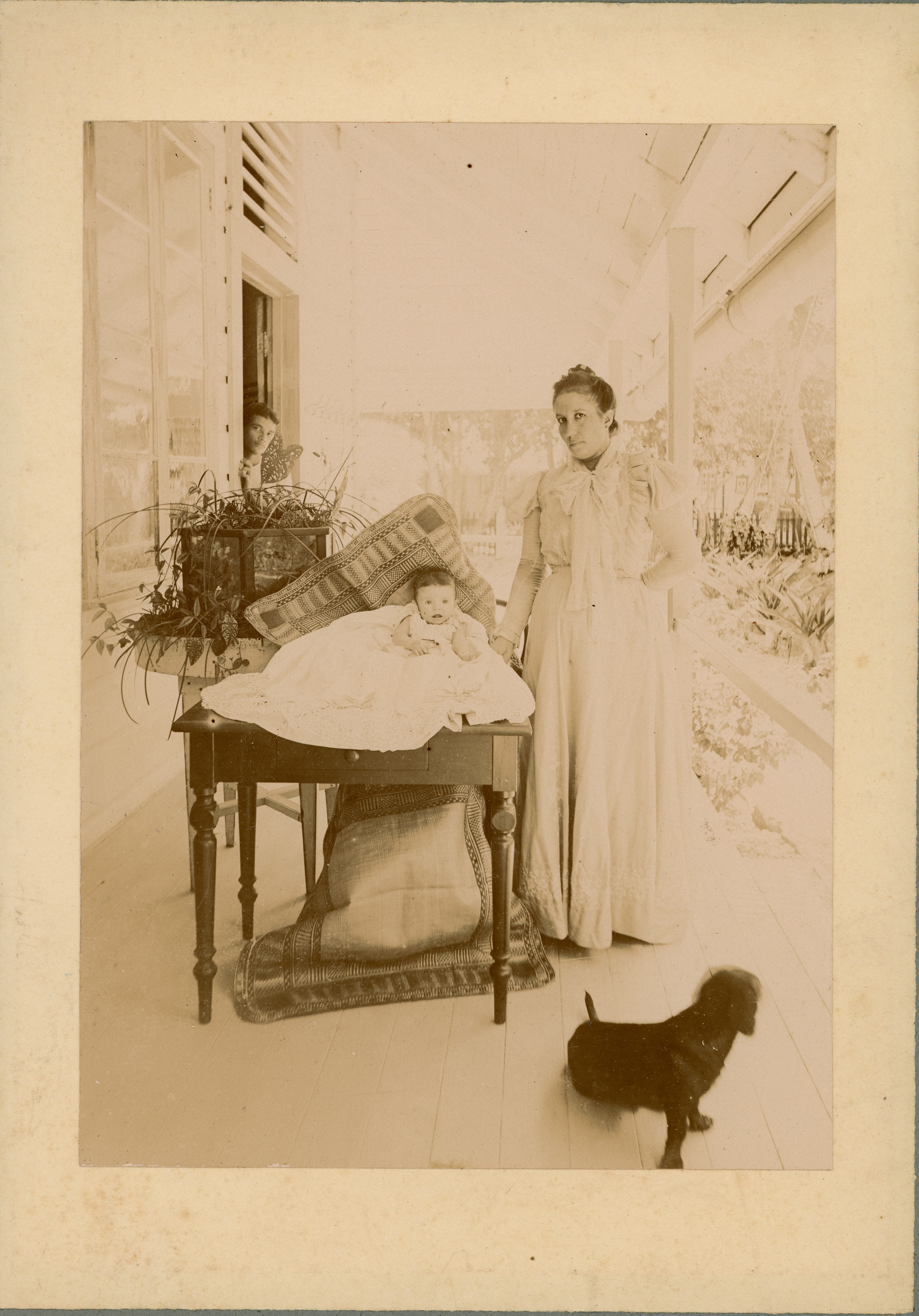
Antonie Brandeis in Jaluit, ca. 1900

Antonie Thawka Brandeis, geb. Ruete (* 25. März 1868 in Hamburg; † 24. April 1945 in Bad Oldesloe) war eine deutsche Sammlerin von Ethnographika, Fotografin und Kolonialaktivistin. Während ihrer Zeit in Mikronesien als Ehefrau des Kolonialbeamten Eugen Brandeis trug sie eine große ethnographische Sammlung zusammen, die sich heute in verschiedenen Museen in Deutschland und in den USA befindet. 
Sie publizierte zahlreiche ethnographische und von kolonialem Gedankengut geprägte Texte, unter anderem ihr zeitgenössisch erfolgreiches Kochbuch für die Tropen (Reimer Verlag, 1907). Als Vertreterin des Kolonialen Frauenbundes der Deutschen Kolonialgesellschaft war sie gemeinsam mit Agnes von Boemcken an der Gründung der Kolonialen Frauenschule in Rendsburg beteiligt.

## Jugend und frühe Jahre
Antonie Thawka Brandeis war die älteste Tochter des Hamburger Kaufmanns Rudolph Heinrich Ruete (* 10. März 1839; † 2. August 1870) und der sansibarischen Prinzessin Emily Ruete, Sayyida Salme bint Said bin Sultan Al Busaidi (* 30. August 1844 in Sansibar; † 29. Februar 1924 in Jena). Sie verbrachte ihre ersten Jahre in der großbürgerlichen Villa der Eltern an der Schönen Aussicht in Uhlenhorst. Nach dem Unfalltod des Vaters im Jahr 1870 und der damit verbundenen finanziellen Nöte der Mutter folgte eine Zeit häufiger Umzüge, erst nach Dresden, dann Rudolstadt und Berlin.
Antonie begleitete ihre Mutter auf deren erster Reise zurück nach Sansibar zwischen Juli und November 1885. 1887 verbrachte sie mehrere Monate in London und Worcestershire, um Englisch zu lernen. Als ihre Mutter 1888 gemeinsam mit der zweiten Tochter Rosalie Ghuza erneut nach Sansibar reiste, blieb Antonie in Deutschland. Da die Mutter als Resultat der Reise den Entschluss fasste, nicht mehr ins Deutsche Reich zurückzukehren und sich stattdessen in Jaffa niederzulassen, reiste Antonie im März 1889 mit dem Hausstand der Familie nach. Antonie lebte mit ihrer Mutter und ihrer Schwester von 1889 bis 1891 in Jaffa und Jerusalem, ab 1892 dann in Beirut.

## Zeit in Mikronesien und Tätigkeit als Sammlerin
1895 kehrte sie für eine Gesangsausbildung zurück nach Berlin. In dieser Zeit lernte sie den Kolonialbeamten Eugen Brandeis kennen, der damals von seinem Posten als Kaiserlicher Richter und Bezirksamtmann in Herbertshöhe (Kokopo)/Neuguinea zurückgekehrt war und in der Kolonialabteilung des Auswärtigen Amts arbeitete. Die beiden verlobten sich und heirateten am 30. April 1898 in Beirut. Direkt im Anschluss an die Flitterwochen begleitete Antonie ihren Ehemann auf das Jaluit-Atoll der Marshallinseln, wo Eugen Brandeis des Amt als Kaiserlicher Landeshauptmann antreten sollte. Antonie Brandeis lebte von August 1898 bis Ende 1904 auf dem Atoll, mit einer Unterbrechung für Heimaturlaub von Juni 1901 bis Dezember 1902. In dieser Zeit bekam das Ehepaar zwei Töchter, Maria Margarethe (* 1900) und Julia Johanna (* 1904), die beide auf Jaluit geboren wurden.
Während der fast sechs Jahre Aufenthalt auf Jaluit entwickelte Antonie Brandeis ein ausgeprägtes Interesse an der materiellen Kultur der Marshallinseln und von Nauru, führte ethnographische Studien durch, brachte sich selbst das Fotografieren bei und stellte teils sehr umfangreiche ethnographische Sammlungen für mehrere deutsche Museen zusammen. Mehr als 300 Objekte dieser Sammlung wurden 1900 und 1901 dem Museum für Natur- und Völkerkunde, heute Museum Natur und Mensch in Freiburg vermacht, weitere dem Ethnologischen Museum in Berlin und dem Linden-Museum in Stuttgart. Ihre Sammlungen legen unter anderem ein Augenmerk auf die Bereiche Arbeit, Kunst und Alltagskultur und geben den handwerklichen Tätigkeiten von Frauen viel Aufmerksamkeit. Durch Schenkungen und Verkäufe gelangten größere Sammlungen von ihr auch in das Hamburger Völkerkundemuseum und das Peabody Museum Harvard.
Während ihres Heimaturlaubs besuchte sie Vorlesungen des bedeutenden Museums-Ethnologen Felix von Luschan in Berlin und erhielt Privatunterricht von ihm, um sich als Sammlerin weiterzubilden. Nach ihrer Rückkehr nach Mikronesien sammelte sie in seinem Auftrag für das Berliner Museum in Nauru und führte fotografische Typen-Studien für ihn durch.

## Kolonialaktivismus und späte Jahre

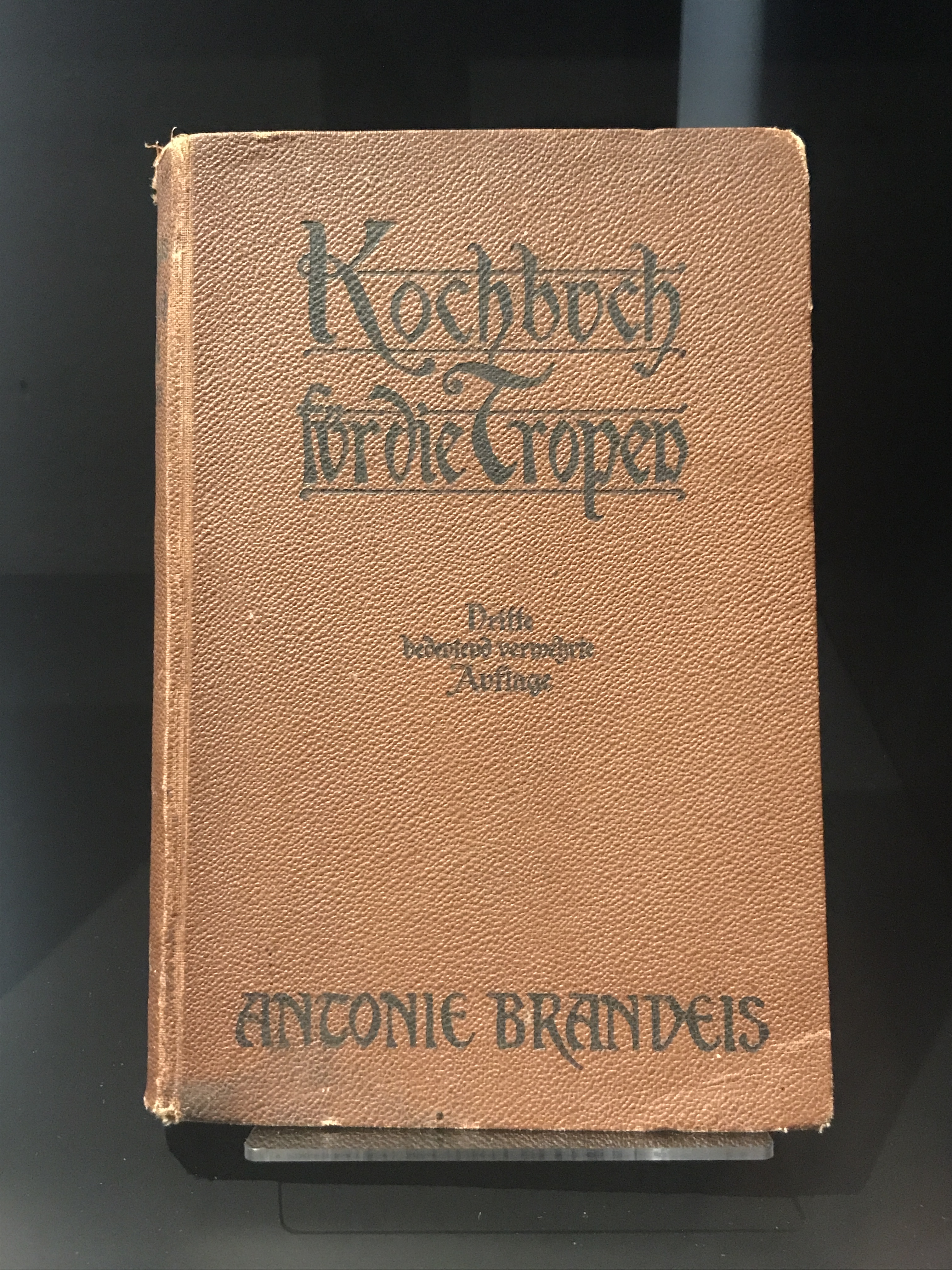
Dritte Auflage des Kochbuchs für die Tropen

Den Winter 1904/05 verbrachte sie in Beirut und kehrte im Frühjahr 1905 zurück nach Hamburg. Nach ihrer Rückkehr engagierte sie sich in der kolonialen Frauenbewegung, was sie für rund drei Jahrzehnte aufrechterhalten sollte. Unter anderem trat sie dem 1907 gegründeten Frauenbund der Deutschen Kolonialgesellschaft bei, für den sie zeitweise auch im Vorstand saß. Sie wirkte an mehreren kolonialen Ausstellungen mit, publizierte rege in Organen der Kolonialbewegung und veröffentlichte 1907 ihr Kochbuch für die Tropen, das es auf insgesamt vier Auflagen brachte.
Nachdem ihre Ehe mit Eugen Brandeis 1913 geschieden wurde, blieb sie noch einige Jahre in Berlin und kehrte 1920 nach Hamburg zurück. Dort wirkte sie unter anderem als Vorstandsmitglied der Hamburger Sektion des Kolonialen Frauenbundes, als Mitglied des Aufsichtsrates für die Koloniale Frauenschule in Rendsburg, im Frauenverein vom Roten Kreuz für Deutsche über See und im Bund der Auslandsdeutschen. Aufgrund ihrer Expertise über die Kultur der Menschen auf Nauru und den Marshallinseln wurde sie für zwei Monographien aus der Reihe der Hamburger Südsee-Expedition als Expertin angefragt, für Paul Hambruchs Studie über Nauru (1914) und das Werk Ralik Ratak von Augustin Krämer und Hans Nevermann (1938).
Mit dem Beginn der Herrschaft der Nationalsozialisten zog sich Antonie Brandeis aus ihren zahlreichen Ämtern und der Öffentlichkeit zurück. Ob aus Gründen des Alters oder aufgrund ihrer „nichtarischen“ Abstammung ist unklar. Sie hatte zahlreiche jüdische Familienmitglieder, die teilweise wegen antisemitischer Diskriminierung das Land verlassen mussten. Antonie Brandeis lebte als Folge der Wirtschaftskrise der 1920er Jahre in finanziell ärmlichen Verhältnissen. 1942 verließ sie Hamburg und zog zu Verwandten ihrer Tochter Johanna nach Bad Oldesloe. Dort war sie eines der Todesopfer des verheerenden Luftangriffs der Royal Air Force am 24. April 1945. Sie ist auf dem Friedhof in Ohlsdorf im Familiengrab der Ruetes bestattet.

## Rezeption
Als Ehefrau eines hohen Beamten der Kolonialverwaltung wird Brandeis’ Wirken im Kontext des kolonialen Imperialismus angesehen. Auch wenn sie eine „nuancierte Offenheit“ gegenüber der einheimischen Bevölkerung zeigte, sind ihre ethnographischen Schriften „von einer exotisierenden Idealisierung der mikronesischen Bevölkerung“ charakterisiert, die sie zu „naturnahen Kindern verklärt“ und rassistisch abwertet.:14f Gleichzeitig finden sich in ihren Publikationen „kritische Anmerkungen über die negativen Auswirkungen des Kolonialismus“, wie die Veränderung der Kleidungspraktiken und eingeschleppte Krankheiten.:14f
Nach eigenen Angaben erhielt Brandeis ihre Sammlungsstücke meist als Spezialanfertigungen von einheimischen Handwerkern oder durch Tauschgeschäfte. Sie bot den Besitzern beispielsweise Kattun, Seife und Zwirn an. Daneben finden sich in Brandeis’ Sammlungen auch Objekte, die, wenn auch nicht von ihr selbst, so doch unter Gewaltanwendung entwendet wurden. So erhielt Brandeis auch zahlreiche Schenkungen von deutschen Reisenden, Marineoffizieren, Missionaren und Kolonialbeamten, die sie selbst als „Kriegsbeute“ klassifizierte.:22 ff

## Publikationen (Auswahl)
- Südseebilder. In: Koloniale Zeitschrift. Bd. 3 (1902), Nr. 10 S. 191–194, Nr. 11 S. 210–212, Nr. 12 S. 229–232.
- Das Gesicht im Monde. Ein Märchen der Nauruinsulaner. In: Ethnologisches Notizblatt, Bd. 3 (1904), Nr. 3, S. 111–114.
- Ethnographische Beobachtungen über die Nauru – Insulaner. In: Globus. Bd. 91 (1907), Nr. 4, S. 57–78.
- Kochbuch für die Tropen. Nach langjähriger Erfahrung in den Tropen und Subtropen zusammengestellt. Reimer Verlag, Berlin 1907 (Digitalisat).
- Die deutsche Hausfrau in den Kolonien. In: Kolonie & Heimat (1907) (Mehrteilige Kolumne)
- Nauru. In: Deutsche Kolonialzeitung. Bd. 25 (1908), Nr. 34 S. 599–600.
- Südsee-Erinnerungen. In: Deutsche Kolonialzeitung. Bd. 25 (1908), Nr. 1, S. 6–7; Nr. 2, S. 20–22; Nr. 3, S. 36–38.